# Théâtre du Cyclope
Le Théâtre du Cyclope, salle de théâtre situé à Nantes, est une association loi de 1901 dont le but est de promouvoir les activités sous toutes ses formes.
L'association a été créée en avril 1998 sur l'initiative de Christophe Lemoulant, comédien et metteur en scène. La salle comporte une cinquantaine de places.
Si la compagnie présente ses propres créations, propose des cours et stages de théâtre, elle accueille également de nombreux artistes locaux, et permet également à ceux-ci d'utiliser le lieu pour des résidences. 
Situé dans le quartier Malakoff - Saint-Donatien, au no 82 rue Maréchal-Joffre, ce théâtre propose à un public varié diverses activités, notamment théâtre, musique, peinture, arts plastiques, vidéo, communication et arts du cirque. Il s'associe à l'occasion à des associations favorisant la réinsertion de personnes détenues.